# Legió d'Honor
La Legió d'Honor (francès: Légion d'honneur) és la distinció francesa més elevada. Va ser creada el 29 del mes floral de l'any X (19 de maig de 1802) per Napoleó Bonaparte per ser atorgada com a recompensa als mèrits eminents realitzats al servei de la nació a títol civil o militar. Només la poden rebre ciutadans francesos, i sempre s'accedeix a l'orde pel grau de Chevalier. Com a primera condecoració, té prioritat sobre totes les altres condecoracions franceses o estrangeres. Els estrangers poden rebre una distinció de la Legió d'Honor, però no són admesos a l'orde com a cavallers.
La intenció napoleònica era "crear un orde que fos el signe de la virtut, de l'honor, de l'heroisme, una distinció que servís per a recompensar la valentia militar i el mèrit civil." La seva idea era crear una elit nacional oberta a tots los francesos, fos quin fos el seu origen o la seva condició social.
Al seu origen es van prevenir quatre graus: Legionari, Oficial, Comanador i Gran Oficial, i des de la seva creació, el títol nobiliari de "Chevalier" (Cavaller) va ser atribuït a tots els membres de l'orde.
Curiosament, després de la caiguda de Napoleó, l'orde no es deroga, sinó que continua vigent, arribant a l'extrem que el nou rei, Lluís XVIII, pren el títol de Grand Maître (Gran Mestre) i Cabdill Sobirà de la Legió. Durant l'època dels 100 dies, tant Napoleó com Lluís XVIII nomenen als seus legionaris. Després de la restauració, si bé s'anul·len certs nomenaments (entre ells, el de Napoleó, creador de l'orde), l'orde segueix vigent.
El 30 de novembre de 1860, l'Emperador Napoleó III decorarà els primers estendards de regiment amb la Legió d'Honor, i permet l'admissió de dones a l'orde.
La Tercera República volgué restringir-la només als militars, però aquesta mesura no va durar gaire temps (28/10/1870 – 25/7/1873).
L'1 d'octubre de 1918 es permeteren les primeres atribucions a títol pòstum, derogant el principi absolut de l'orde, que estipulava que, per a rebre-la, el receptor havia de ser-hi present obligatòriament. En l'actualitat torna a no estar autoritzat.
En l'actualitat, el Gran Mestre de l'Orde és el President de la República. Està composta per 5 graus: 
- CHEVALIER (cavaller / dama)
- OFFICIER (oficial)
- COMMANDEUR (comandant)
- GRAND OFFICIER (gran oficial)
- GRAND-CROIX (gran creu)

Les graduacions de Chevalier (1) i d'Officier (2) llueixen la seva condecoració a l'esquerra del pit. La de Commandeur (3) la llueix penjada al coll. La graduació de Grand Officier (4) llueix l'estrella del seu càrrec a la dreta del pit i la creu de Commandeur a l'esquerra. La graduació de Grand-Croix (5) llueix la placa a l'esquerra del pit, i la banda sobre l'espatlla dreta i lligada al costat esquerre, 
Entre les col·lectivitats receptores de la Legió d'Honor figuren l'Acadèmia Militar dels Estats Units (21/03/1949) i l'Escola Naval d'Anàpolis (21/12/1949); ambdues als Estats Units.
Entre les ciutats receptores apareixen Calais (10/7/47), Boulogne-sur-Mer (10/07/1947); Brest (09/02/1948); Abbeville (02/06/1948); Amiens (02/06/1948); Caen (02/06/1948); Saint-Lô (02/06/1948); Saint-Malo (08/07/1948); Falaise (21/08/1948); Evreux (27/08/1948); Argentan (28/02/1949); Ascq (28/02/1949); Etobon (28/02/1949); Le Havre (28/02/1949); An Oriant (28/02/1949); Lió (28/02/1949); Oradour-sur-Glane (28/02/1949); Rouen (28/02/1949); Saint-Dié (28/02/1949); Saint-Nazaire (28/02/1949) i, finalment, Stalingrad, el 20/12/1984.
També figuren entre los receptors la Creu Roja Francesa (18/05/1946) i la Xarxa de la Resistència: correus, telègrafs i telèfons (25/10/46)
Algunes persones amb aquest guardó opten, per a la vida diària o certes aparicions públiques, per portar un distintiu més discret, que consta d'un punt brodat amb fil vermell a la solapa de l'americana. Aquest senyal no distingeix graduacions.

## Descripció
- La Creu: Una estrella de doble cara en esmalt blanc, amb les puntes acabades en perles, en plata o en or. Entre els braços de l'estrella, rams de llorer. Al centre, un medalló. A l'anvers, la imatge de la República i la inscripció REPUBLIQUE FRANÇAISE; al revers, dues banderes franceses creuades i la inscripció HONNEUR ET PATRIE (Honor i Pàtria). Entre l'estrella i el galó hi ha una corona de llorer de forma ovalada.
- L'Estrella: La mateixa estrella de 5 puntes, en plata (Grand Officier) o en or (Grand Croix). Al centre, el medalló porta l'efígie de la República, amb la llegenda REPUBLIQUE FRANÇAISE HONNEUR ET PATRIE.
- El Collar: Reservat al Gran Mestre de l'Orde. És d'or i platí, i està compost per 2 rangs de feixos de lictors romans, separats per petits estels i, al mig, 16 medallons, embolcallats de llorer, amb les inicials HP (HONNEUR ET PATRIE) entrellaçats. A l'anvers dels medallons apareixen representacions dels atributs de la Geografia, la Marina, l'Arquitectura, la Pintura i l'Escultura, l'Arqueologia, la Física, la Música, la Medicina i la Cirurgia, la Literatura, l'Astronomia, la Geometria, la Química, el Comerç, l'Agricultura, la Infanteria, l'Artilleria i la Cavalleria; i al revers, hi ha gravat el nom dels Presidents de la República i la data de la seva presa de possessió del càrrec de Gran Mestre (el 1943, es va afegir el nom del Mariscal Pétain, però se suprimí després de l'Alliberament. Al pit apareix el monograma RF, amb una doble corona de fulles de roure, de llorer i palmes. De la part inferior penja una corona en esmalt verd de fulles de roure i llorer i una creu esmaltada de rang Gran Creu.

Al règim de Vichy, l'efígie de la República va ser substituïda per la del Mariscal Pétain.
El galó és vermell, amb una roseta o un galonet segons el rang.

## L'Orde i els estrangers
Tècnicament, ser membre de la Legió està restringit als francesos. No obstant això, aquells estrangers que hagin servit a França o als ideals que ella sosté poden rebre una distinció de la Legió, que de fet equival a ser membre de la Legió. Els estrangers amb residència a França han d'acomplir els mateixos requisits que els francesos.
Els estrangers que viuen fora de França poden rebre la distinció en qualsevol rang de la Legió:
- Amitabh Bachchan, actor i estrella de Bollywood (2007).[4]
- Íngrid Betancourt, política franco-colombiana rescatada després de 6 anys de captivitat sota les FARC (2008).
- Frank Buckles, darrer veterà americà supervivent de la I Guerra Mundial
- Julia Child, Xef (2000)
- Clint Eastwood, actor i director de cinema (2007).[5]
- Adoor Gopalakrishnan, director de cinema (2003)
- S'ha atorgat la distinció a uns 10.000 estatunidencs, entre els que figuren els Generals d'Exèrcit Dwight Eisenhower i Douglas MacArthur. El 1949 la van rebre l'Acadèmia Militar dels Estats Units i l'Acadèmia Naval dels Estats Units.
- Pamela Harriman, ambaixadora estatunidenca a París (concedida excepcionalment a títol pòstum el 1997)
- La Reina Elisabet II, el Príncep Felip i Lord Mountbatten han rebut la Gran Creu.
- Salma Hayeck, actriu, investida Cavaller (2012)
- Toomas Hendrik Ilves, president d'Estònia, Comandant de la Legió d'Honor (2001)
- Quincy Jones, músic.[6]
- Sir Anerood Jugnauth, President de Maurici va ser fet Gran Oficial el 1990
- Akira Kurosawa, director, productor i guionista de cinema (1984)
- Étienne Lenoir, enginyer, 1881
- David Lynch, director de cinema (2007).[7]
- Guadalupe Loaeza, escriptora (2003)[8]
- Lata Mangeshkar, cantant (2007)[9]
- Péter Medgyessy, Primer Ministre hongarès (2000)
- Issey Miyake, dissenyador de moda, investit Cavaller (1993)
- General Sir John Monash, fet Gran Oficial durant la I Guerra Mundial.
- Laurence Olivier, actor anglès, va ser nomenat Oficial de la Legió d'Honor
- Lluís Pasqual, director de teatre, investit Cavaller (1996)
- Malik Peiris, metge, cavaller (2007)
- Ximon Peres, President d'Israel (2008).[10]
- Harold Pinter, escriptor Premi Nobel de Literatura (2007)
- Joan Manuel Serrat, cantant i membre dels Setze Jutges, investit Cavaller (2007)
- Ravi Shankar, músic
- Steven Spielberg, director i productor de cinema (2008).[11]
- Josip Broz Tito, condecorat amb la Gran Creu per la seva contribució a la lluita per la pau (1956)
- Luc Housse, polític luxemburguès.
- Lap-Chee Tsui, genetista, cavaller (2007)
- El Comandant d'Ala Forest Frederick Edward Yeo-Thomas, agent de l'Executiva Especial d'Operacions amb nom clau "The White Rabbit" va ser fet Comandant de la Legió Honor d'acord amb les instruccions personals emeses pel President Charles de Gaulle.[12]
- Antonio Fernández Bordas famós violinista gallec
- Joan Miró, pintor català de l'avantguarda i surreal (1962).
- Albert Ràfols-Casamada, pintor contemporani i poeta català (1991)
- Anton Cañellas Balcells, polític i Síndic de Greuges de Catalunya (1997)
- Jordi Savall, músic català de música antiga (2013)
- Josep Maria Sert i Badia, pintor català muralista especialitzat en grisalla (rep el guardó després de la Primera Guerra Mundial)
- Maria Rosa Ferrer Obiols, Cònsol Major d'Andorra la Vella (2011)
- Òscar Ribas Reig i Marc Forné Molné, Caps de Govern d'Andorra (2011) i (2007).
- Joan Maria Guasch i Miró, poeta català condecorat per la seva activitat en la llengua occitana (1933).
- Ciutat de Mèxic | Antonio García Cubas, geògraf, historiador i escriptor mexicà.
- etc.